# Ärtemarks församling
Ärtemarks församling är en församling i Dalslands kontrakt i Karlstads stift och Bengtsfors kommun. Församlingen ingår i Ärtemarks pastorat.

## Administrativ historik
Församlingen har medeltida ursprung.
Församlingen var till 1 maj 1867 annexförsamling i pastoratet Steneby, Bäcke, Ödskölt, Tisselskog och Ärtemark som från 1761 även omfattade Billingsfors bruksförsamling. Från 1 maj 1867 till 1962 utgjorde församlingen ett eget pastorat för att därefter vara moderförsamling i pastoratet Ärtemark och Torrskog som från 2013 även omfattar Laxarby-Vårviks församling.
Före 1971 var församlingen delad av kommungräns och därför hade den två församlingskoder, 150204 för delen i Lelångs landskommun och 156000 (från 1967 156001) för delen i Bengtsfors köping.

## Kyrkobyggnader
- Ärtemarks kyrka
- Bengtsfors kyrka